# Liste d'abbayes bénédictines d'Italie
Cet article liste les abbayes bénédictines d'Italie (territoire actuel) actives ou ayant existé. Il s'agit des abbayes de religieux (moines, moniales) suivant la règle de saint Benoît, à l'exclusion des Cisterciens. 
Les abbayes bénédictines en activité sont signalées en caractères gras.
- Haut – A
- B
- C
- D
- E
- F
- G
- H
- I
- J
- K
- L
- M
- N
- O
- P
- Q
- R
- S
- T
- U
- V
- W
- X
- Y
- Z

## A
- Abbaye  San Salvatore à Abbadia San Salvatore, Toscane
- Abbaye  San Salvatore à Giugnano, sur la commune de Roccastrada, Toscane
- Abbaye d'Albano Terme, moniales
- Abbaye d'Alcamo, moniales
- Abbaye d'Amandola, moniales
- Abbaye Angelo Custode d'Alcamo, moniales
- Abbaye de l'Aquila, moniales[1]
- Abbaye d'Arezzo, moniales
- Abbaye d'Arpino, moniales
- Abbaye d'Ascoli Piceno, moniales
- Abbaye Saint-Pierre d'Assise, moniales (Ombrie)
- Abbaye d'Aversa, moniales

## B
- Abbaye de Bagno a Ripoli, moniales
- Abbaye de Barletta, moniales[1]
- Abbaye San Bartolomeo de Carpineto della Nora
- Abbaye San-Benedetto de Bergame
- Abbaye Santa-Grata de Bergame
- Abbaye de Bevagna
- Abbaye de Bobbio
- Abbaye Saint-Pierre de Breme, diocèse de Pavie

## C
- Abbaye de Cava, diocèse de Salerne
- Abbaye Saint-Pierre de Camporeggiano
- Abbaye de Caramagna également appelée abbaye de Caramagne
- Abbaye Sainte-Trinité de la Cava (dite Badia di Cava), moines (Cava de' Tirreni, province de Salerne, Campanie)
- Abbaye de Cavour
- Abbaye de la Cervara, diocèse de Gênes
- Abbaye de Cesena, moines
- Abbaye de la Chiusa (dite la Sagra de San Michele) (Piémont)
- Abbaye de Civitella San Paolo, moniales
- Abbaye de Saint-Clément de Casauria à Castiglione a Casauria
- Abbaye San Clemente al Vomano à Notaresco
- Abbaye de Cura di Vetralla

## E
- Abbaye d'Eboli

## F
- Abbaye Santa-Caterina de Faenza, moniales
- Abbaye Santa-Magloria de Faenza, moniales
- Abbaye Santa-Umiltà de Faenza, moniales
- Abbaye Sainte-Marie de Farfa, moines, Fara in Sabina, Latium.
- Abbaye Saint-Antoine-Abbé de Ferrare
- Abbaye San-Benedetto de Ferrare (Émilie)
- Abbaye de Finalpia, moines
- Abbaye de Florence
- Abbaye San-Miniato-al-Monte de Florence, moines
- Abbaye Santa-Maria in Campis de Foligno
- Abbaye Santa-Maria della Fossa, diocèse de Cosenza

## G
- Abbaye San-Stefano de Gênes (Ligurie)
- Abbaye de Geraci Siculo (Geraci Siculo)
- Abbaye de San Giovanni in Venere (Fossacesia)
- Abbaye Saint-Pierre de Gubbio, moines

## I
- Abbaye d'Isola San Giulio, moines

## L
- Abbaye de Lendinara
- Abbaye de San Liberatore a Majella à Serramonacesca
- Abbaye de Lodine

## M
- Abbaye de Marinasco
- Abbaye de Saint-Michel de Marturi en Toscane
- Abbaye Sainte-Marie-Madeleine de Messine (Sicile)
- Abbaye de San Martino in Valle à Fara San Martino
- Abbaye Saint-Placide de Messine
- Abbaye Sainte-Trinité de Mileto (?-1581)
- Abbaye de Modène, moines
- Abbaye de Monreale (1174-?) (Sicile)
- Abbaye territoriale du Mont-Cassin (Montecassino), moines
- Abbaye Saint Silvestre de Monte Fano, diocèse de Camerino
- Abbaye territoriale Santa Maria de Monte Oliveto Maggiore, diocèse de Sienne, moines (1313-)
- Abbaye Sainte Marie de Montevergine, moines, diocèse d'Avellino
- Abbaye Santa Maria di Faifoli à Montagano
- Abbaye Santa Maria in Montesanto à Civitella del Tronto
- Abbaye de Santa Maria di Propezzano à Morro d'Oro
- Abbaye de Mozara del Vallo
- Abbaye de Muri-Gries, moines (Gries, province autonome de Bolzano) [2],[3].

## N
- Abbaye de Noci, moines
- Abbaye Saint-Silvestre de Nonantola, diocèse de Modène (752-1514) (Nonantola) [4].
- Abbaye della Novalesa (Piémont)

## O
- Abbaye d'Orte

## P

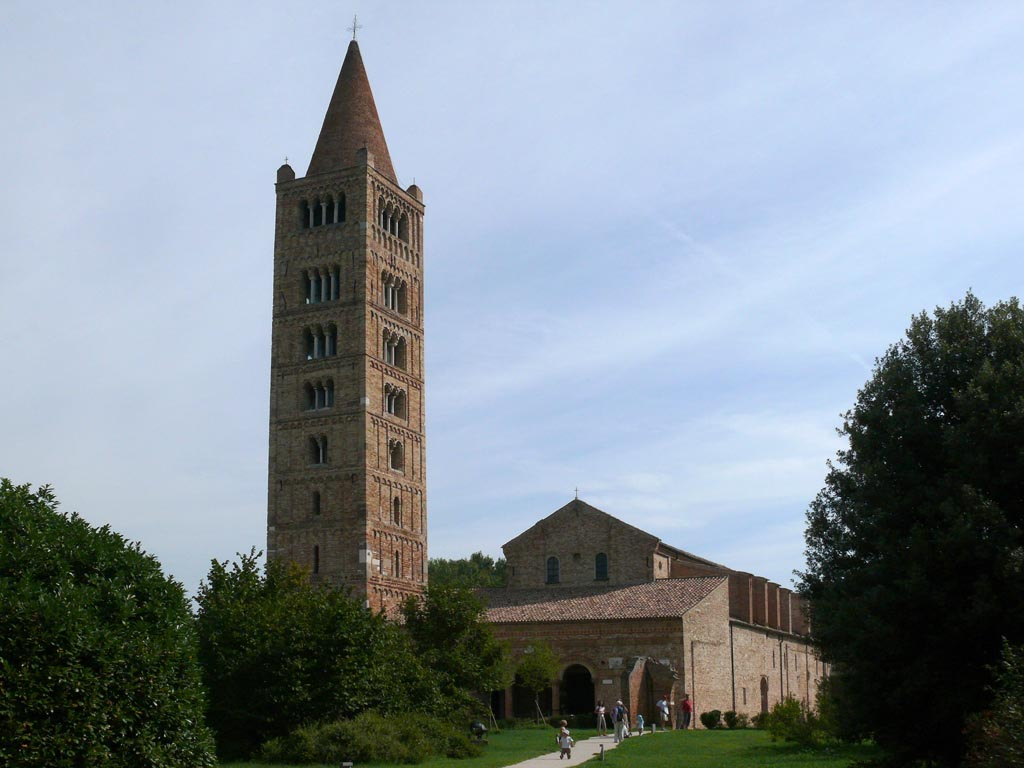
Abbaye de Pomposa

- Abbaye Sainte-Justine de Padoue, moines (Vénétie)
- Abbaye Sant'Andrea de Palerme
- Abbaye de Palma di Montechiaro
- Abbaye de Palo del Colle, moniales
- Abbaye de Parme, moines
- Abbaye de Piacenza
- Abbaye Sainte-Marie de Pignerol
- Abbaye Saint-Benoît de Polirone, diocèse de Mantoue
- Abbaye de Pomposa (Émilie)
- Abbaye de Pontida, moines
- Abbaye de Poppi, moniales
- Abbaye Santa-Maria de Portonovo (Marche) [5].
- Abbaye da Praglia, moines (Vénétie)
- Abbaye de Pratovecchio, moniales
- Abbaye Sainte-Marie de Pulsano, diocèse de Siponto (1129-?)

## R
- Abbaye Saint-Antoine-Abbé de Rome, moniales
- Abbaye Saint-Jean-Baptiste de Rome
- Abbaye Saint-Jérôme de Rome (1933-)
- Abbaye San-Paolo-fuori-la-Mura de Rome, moines
- Abbaye de Rosano

## S
- Abbaye de Säben, moniales
- Abbaye de San Gimignano, moniales
- Abbaye de Sant'Agata sui due Golfi (en)
- Abbaye de Saregno, moines
- Abbaye Saint-Benoît de Polirone
- Abbaye des Saints-Nazaire-et-Celse (it), San Nazzaro Sesia, Piémont
- Abbaye Sainte-Croix (Santa Croce) de Sassovivo (it), Ombrie
- Abbaye de San Martino delle Scale, moines[6].
- Abbaye de Savigliano, près la ville de Savillan
- Abbaye de Sorres, moines
- Abbaye Saint-Benoît-du-Mont de Nursie, moines
- Abbaye Sainte-Sophie de Bénévent, moniales du VIIIe siècle au milieu du Xe siècle, puis communauté de moines, remplacés en 1455 par des chanoines réguliers.
- Abbaye Saint-Jean-Baptiste de Subiaco
- Abbaye San Dalmazzo da Pedona
- Abbaye Sainte-Scolastique (Santa Scolastica) de Subiaco, moines, diocèse de Tivoli (Latium)

## T
- Abbaye de Trevi
- Abbaye Saint-Sauveur-le-Majeur de Turin

## V
- Abbaye de Vallombrosa (Vallombreuse), moines, diocèse de Fiesole
- Abbaye de Venise, moines
- Abbaye de Venosa
- Abbaye de Veroli
- Abbaye San-Zeno-Maggiore de Vérone (Vénétie)
- Abbaye de Viboldone
- Abbaye de Vittoriosa